# سلسلة منافسات دانا وايت (الموسم 7)
بدأ الموسم السابع من سلسلة منافسات دانا وايت في أغسطس 2023 وهو حصري في الولايات المتحدة لـ إي إس بي إن+، وهي حزمة الاشتراك الجديدة المتميزة من إي إس بي إن.